# Krušovice (Rakovníki járás)

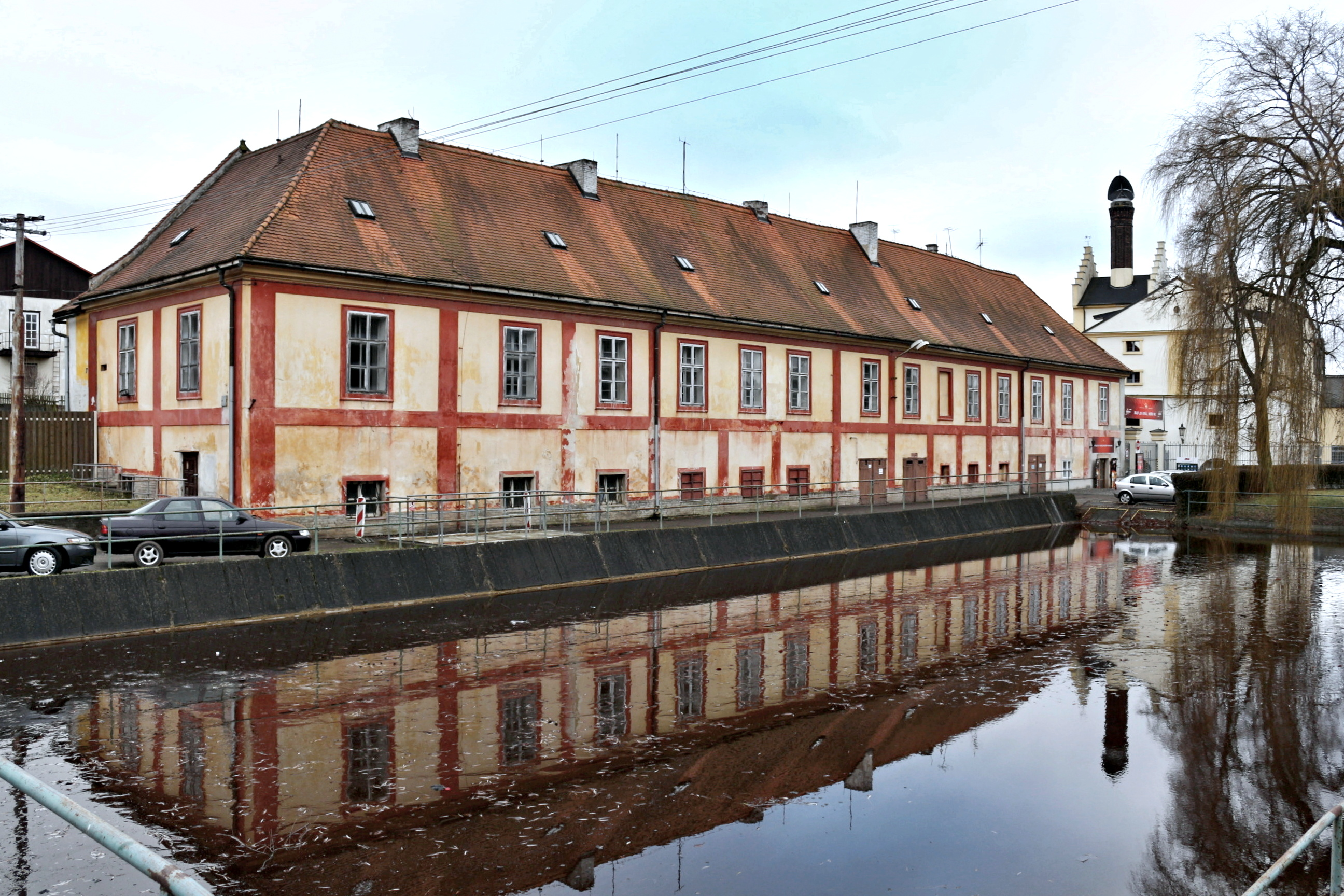
A kastély a Cseh Köztársaság kulturális műemléke

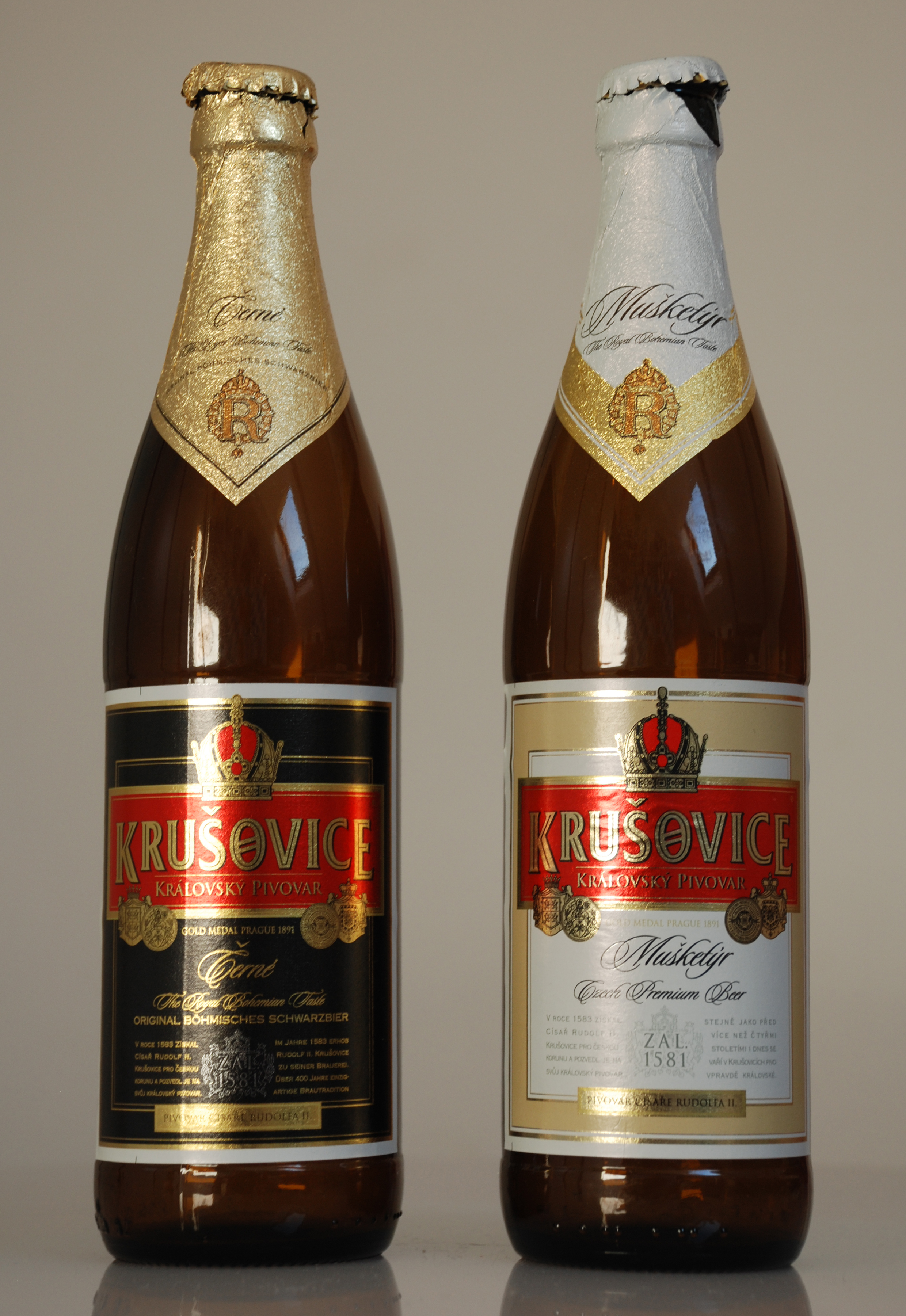
Az egykori királyi sörfőzde

Krušovice (németül: Kruschowitz, ócsehül: Krušejovic)) település Csehországban, Rakovníki járásban, Prágától 55 km-rel nyugat–északnyugatra Közép-Csehország Rakovník kerületében. Területe 6,35 km², 2017-ben 615 lakosa volt. Krušovice az I/6-os úton fekszik Karlovy Vary és Cheb között.
Fő nevezetessége a régi sörgyár, ahol ma is a Krušovice sört főzik.
Krušovice Lužná, Lišany, Řevničov, Hředle és Krupá településekkel határos. Lakosainak száma 621 fő (2024. január 1.).

## Népessége
Lakosságának változását az alábbi diagram mutatja:
| Lakosok száma | 898  | 853  | 869  | 624  | 569  | 558  | 615  | 620  | 598  | 621  |
|               | 1869 | 1890 | 1921 | 1950 | 1980 | 2001 | 2017 | 2019 | 2022 | 2024 |

1932-ben 869 lakosa volt.

## Gazdasága
Híres sörgyárát 1581-ben,↑ Sörmentén:  más források (cseh wikipédia) szerint 1580 előtt alapították. Nem sokkal később II. Rudolf tulajdonába került. Ekkor kapta a Krušovice Királyi Sörgyár nevet, mivel a császár igen kedvelte az itt főzött sört.
A harmincéves háborúban a gyárat kifosztották és felégették, csak 1640-re épült újjá. A Valdstejn család 1685-ben vásárolta meg. A Valdstejnek bővítették a gyár piacait és ehhez felfuttatták annak termelését. A 19. században egy hozománnyal a Fürstenberg család birtokába került, és ők korszerűsítették az üzemet. A fellendülésnek az 1. világháború vetett véget. Onnantól a gyár állandó nehézségekkel küzdött, mígnem a 2. világháború után államosították.
Az üzemet a rendszerváltás után privatizálták. Azóta ismertsége felzárkózott a legnagyobb cseh söröké mellé.